# Tomasz Twardowski
Tomasz Twardowski (ur. 13 marca 1949 w Poznaniu) – polski biolog molekularny i specjalista w obszarze biotechnologii, profesor nauk biologicznych, pracownik naukowy Instytutu Chemii Bioorganicznej PAN, gdzie kieruje Zakładem Biosyntezy Białka.

## Życiorys
Urodził się w 1949 r. w Poznaniu. W 1974 r. ukończył studia na Wydziale Chemii, Fizyki i Matematyki Uniwersytetu im. Adama Mickiewicza. Związał się następnie z grupą prof. Macieja Wiewiórowskiego i utworzonym później Instytutem Chemii Bioorganicznej PAN. W 1974 r. uzyskał stopień doktora (IChO PAN), a w 1982 r. stopień doktora habilitowanego (IBB PAN). Tytuł profesora nauk biologicznych nadano mu w 1993 r. Odbył staże w Roche Institute of Molecular Biology (Nutley, USA) i Max-Planck-Institut für molekulare Genetik (Berlin). Był też profesorem na Wydziale Biotechnologii i Nauk o Żywności Politechniki Łódzkiej.
Prowadzi badania dotyczące kwasów nukleinowych i białek, ponadto zajmuje się aspektami prawnymi biotechnologii. Jest członkiem prezydium Komitetu Biotechnologii PAN oraz członkiem dwóch komitetów narodowych PAN: do spraw Współpracy z Międzyakademijnym Panelem Problemów Międzynarodowych (IAP) oraz do spraw Współpracy z Europejską Federacją Akademii Nauk (ALLEA), a wcześniej dwóch innych: do spraw Współpracy z Komitetem Danych dla Nauki i Techniki ICSU (CODATA) oraz do spraw Współpracy z Międzynarodową Radą Nauki (ICSU). Był też członkiem Komitetu Prognoz PAN "Polska 2000 Plus" i Rady Upowszechniania Nauki PAN oraz członkiem Centralnej Komisji do Spraw Stopni i Tytułów. Jest wiceprzewodniczącym Polskiej Federacji Biotechnologii (wcześniej był jej prezesem). W latach 1989–2010 był redaktorem naczelnym czasopisma „Biotechnologia”.
Jest współautorem ok. 80 publikacji naukowych, wypromował 13 doktorów (m.in. Kamilla Bąkowska-Żywicka).

## Nagrody i wyróżnienia
- Wyróżnienie z okazji 90. rocznicy powołania Urzędu Patentowego RP za działania na rzecz ochrony własności przemysłowej (2008)[7]
- Medal Polskiej Akademii Nauk „za szczególne zasługi dla rozwoju nauki polskiej i światowej, związane ze społeczną rolą nauki” (2010)[7][5]
- Krzyż Oficerski Orderu Odrodzenia Polski (2013)[7][8]
- Tytuł i dyplom „Ambasador Kongresów Polskich i Nauki” Ministerstwa Sportu i Turystyki oraz Polskiej Organizacji Turystyczna (2015)[7]